# Karl von Horn (homme politique, 1833)
Pour les articles homonymes, voir Horn.
Ne doit pas être confondu avec Karl von Horn (homme politique, 1807).
Karl Heinrich Ludwig Horn, depuis 1865 von Horn (né le 24 octobre 1833 à Halberstadt et mort le 7 octobre 1911 à Göttingen) est un fonctionnaire prussien. Il devient notamment président du district de Marienwerder.

## Biographie
Karl von Horn est le fils du conseiller médical en chef Wilhelm Horn (de), anobli le 28 décembre 1865 en Prusse (de). Horn est assesseur du tribunal de Berlin en 1860 et assesseur du gouvernement à Potsdam à partir de 1866. En 1869, il devient huissier à Uslar. La même année, il se marie le 9 octobre 1869 à Potsdam avec Elisabeth Wald (né le 9 novembre 1848 à Berlin et mort le 1er juillet 1932 à Göttingen). Depuis 1873, Horn est capitaine du bureau d'Hoya (de). À partir de 1877, il est administrateur de l'arrondissement de Steinfurt (de). Horn déménage à Königsberg en tant que conseiller du gouvernement en 1881. En 1884, il est nommé conseiller supérieur du gouvernement à Magdebourg. À partir de 1888, il est conseiller secret du gouvernement au ministère prussien de l'Intérieur. Entre 1891 et 1901, il est président du district de Marienwerder.
En 1911, il meurt en tant que chevalier d'honneur de l'Ordre de Saint-Jean.
Il est un neveu du haut président éponyme Karl von Horn (1807-1889).